# Montes Carpatus

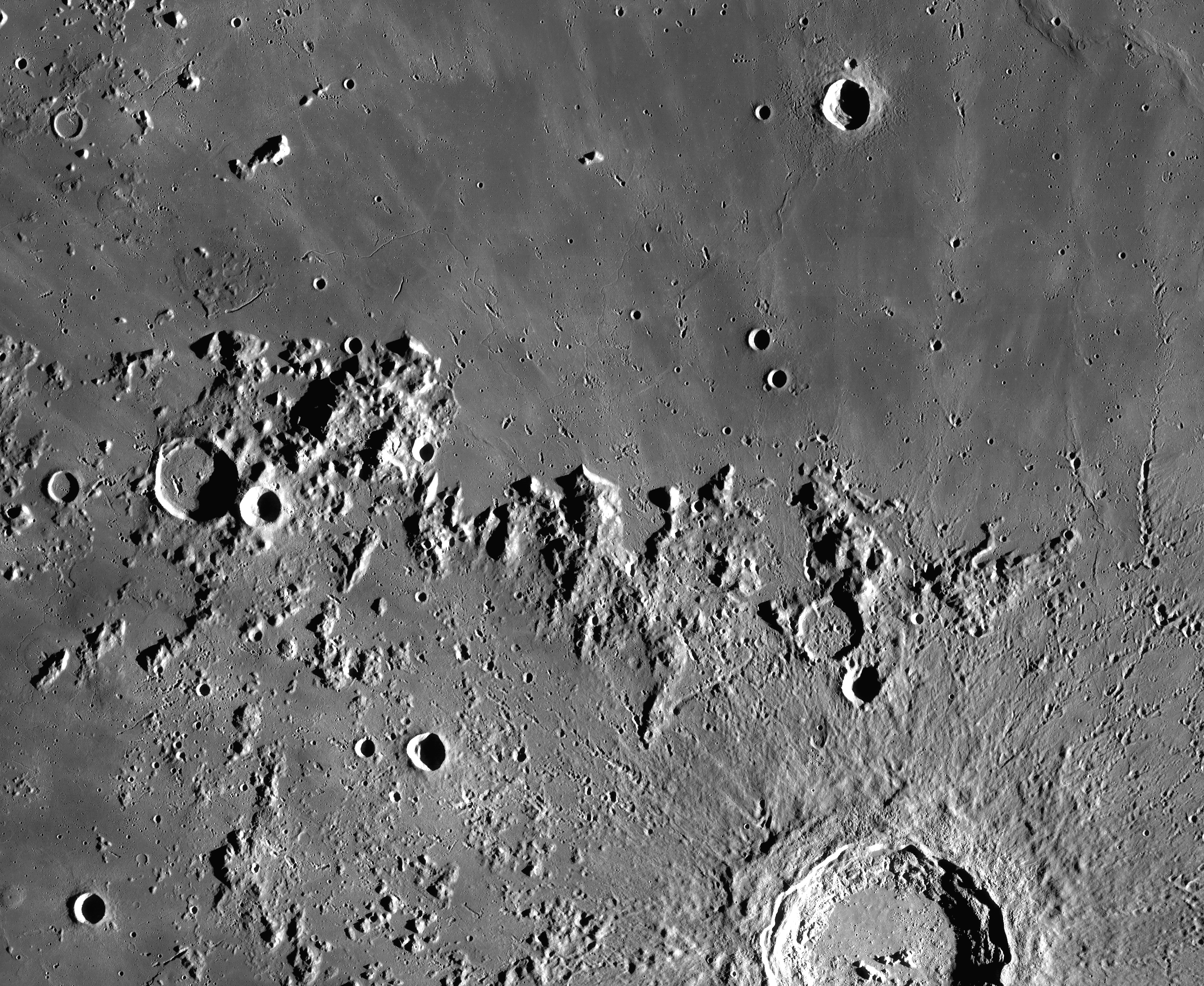
Montes Carpatus met Kap Banat ten N.O. van T.Mayer

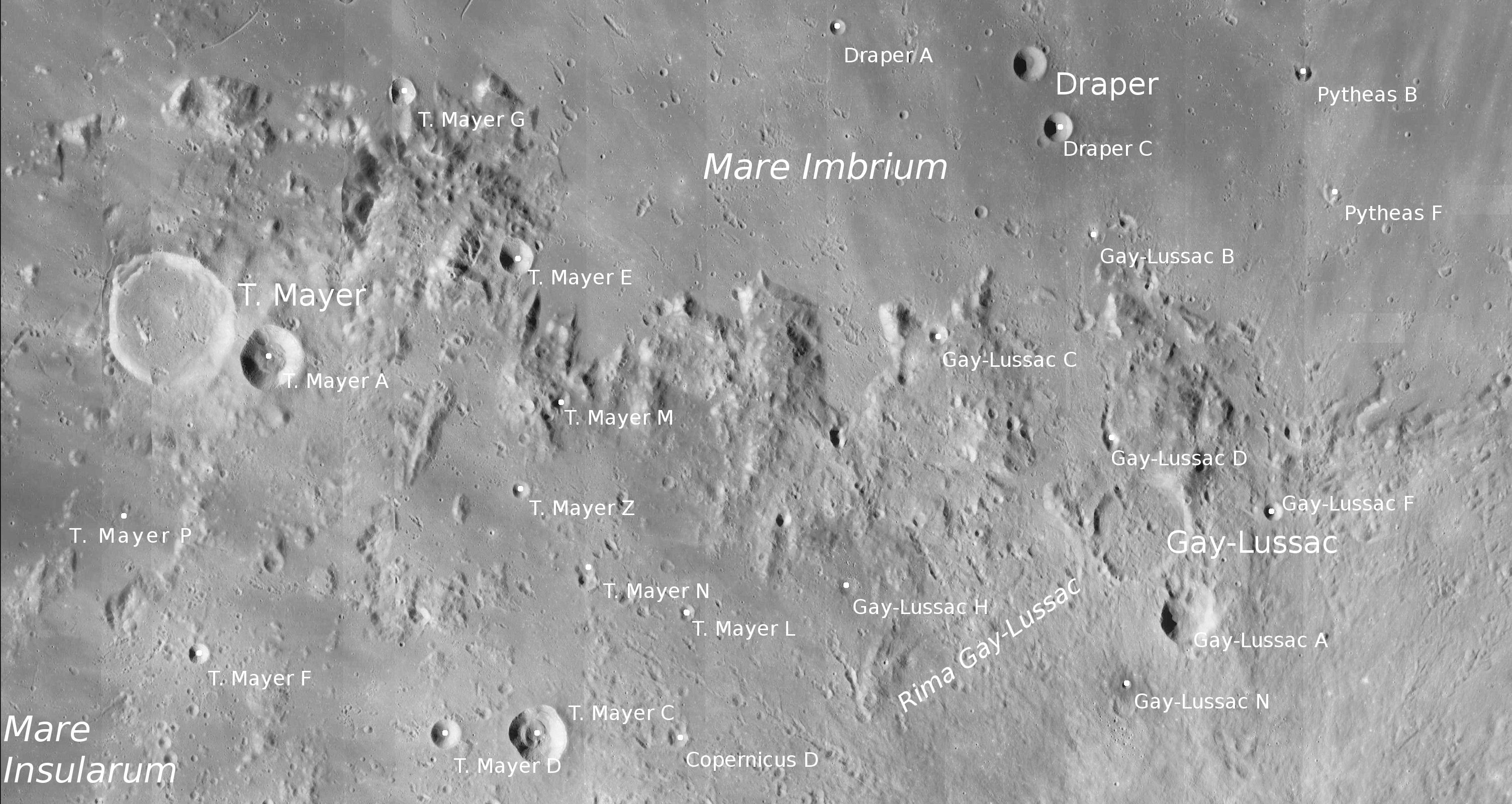
Kaart met designaties van de IAU

De Montes Carpatus zijn een ongeveer 360 km breed gebergte op de Maan, ten zuiden van de Mare Imbrium. De selenografische coördinaten van het gebergte zijn 14.5° N, 24.4° W. De Montes Carpatus zijn genoemd naar de Karpaten, een gebergte in Centraal-Europa.
De Montes Carpatus strekken zich uit van west naar oost. In het westen beginnen ze in de buurt van de inslagkrater T. Mayer, hoewel een aantal uitlopers naar het noorden doorloopt tot de krater Euler. Aan het oostelijke einde van de Montes Carpatus komen de Mare Imbrium (vanaf het noorden) en de Mare Insularum bij elkaar. Aan de oostkant van deze verbinding tussen twee maanzeeën beginnen de Montes Apenninus, een ander gebergte dat naar het noordoosten buigt.
De Montes Carpatus bestaan uit een serie toppen en ruggen, gescheiden door valleien die opgevuld zijn met lavastromen. De toppen hebben geen IAU-gerelateerde namen gekregen, op Mons Vinogradov ten westen van de krater Euler na. Ten noorden van het gebergte wordt het maanoppervlak vrijwel vlak in de Mare Imbrium.
Het gebied ten zuiden van de Montes Carpatus heeft daarentegen wat meer reliëf, hoewel ook dit gebied bedekt is met lavastromen. Ongeveer 100 km ten zuiden van de bergen ligt de bekende krater Copernicus, de buitenste wallen van deze krater strekken zich uit tot vlak onder de voet van de Montes Carpatus. Een andere krater vlak ten zuiden van het gebergte is Gay-Lussac.

## Niet erkende benamingen
Johann Nepomuk Krieger (1865-1902) en Rudolf König (1865-1927), twee selenografen uit respectievelijk het Koninkrijk Beieren en Oostenrijk, voegden aan hun zelf ontworpen maankaarten een hele reeks nieuwe namen toe voor kraters en onderdelen van bergketens. Zo werd de bergketen Montes Carpatus voorzien van de namen Promontorium Banat (Kap Banat), Sinus Banat, Sinus Pietrosul (Pietrosul Bucht), Sinus Gay-Lussac, Matra, Neutra, Cis-Neutra, Neutra Streifen, en Tatra. Van deze namen zijn enkel Promontorium Banat en Sinus Pietrosul het langst bewaard gebleven, want ze komen voor op onder andere de maankaart van uitgeverij Hallwag uit 1969 ontworpen door Hans Schwarzenbach (Banat Cape), en op de vierdelige maankaart in het boek Op ontdekking in het maanland van A.J.M. Wanders (Pietrosul Baai / Sinus Pietrosul).
- Promontorium Banat (of Cap Banat / Kap Banat) is het hoekvormige uitsteeksel ten noordoosten van de krater T.Mayer (Tobias Mayer).
- Sinus Pietrosul is de inham ten noordnoordwesten van Copernicus. Dit gedeelte van Montes Carpatus werd aanzien als de Pietrosulbergen.